# Спеццано-Пікколо
Спеццано-Пікколо (італ. Spezzano Piccolo, сиц. Spezzanu Pìcculu) — муніципалітет в Італії, у регіоні Калабрія, провінція Козенца.
Спеццано-Пікколо розміщене на відстані близько 440 км на південний схід від Риму, 50 км на північний захід від Катандзаро, 9 км на схід від Козенци.
Населення — 2085 осіб (2014).
Щорічний фестиваль відбувається 15 серпня. Покровитель — Madonna dell'assunta.

## Демографія
Населення за роками:

Станом на 31 грудня 2014 року в муніципалітеті офіційно проживало 110 іноземців з 9 країн, серед них 76 громадян країн Євросоюзу та 5 громадян України.

## Сусідні муніципалітети
- Казоле-Бруціо
- Лонгобукко
- Педаче
- Сан-Джованні-ін-Фйоре
- Серра-Педаче
- Спеццано-делла-Сіла